# Parodia subterranea
Parodia subterranea är en kaktusväxtart som beskrevs av Friedrich Ritter. Parodia subterranea ingår i släktet Parodia och familjen kaktusväxter. Inga underarter finns listade i Catalogue of Life.

## Bildgalleri

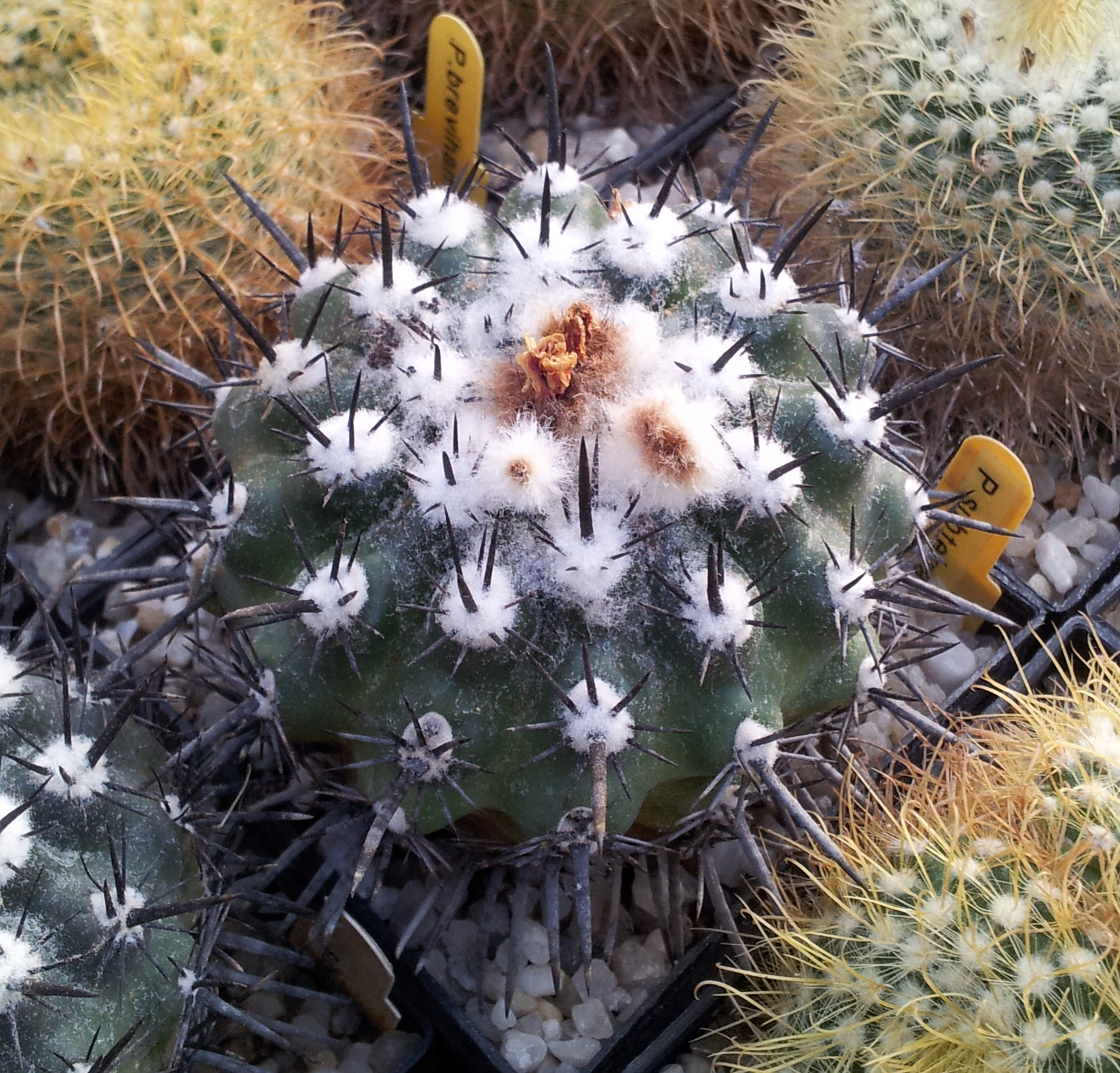